# Station Tułowice Niemodlińskie
Station Tułowice Niemodlińskie is een spoorwegstation in de Poolse plaats Tułowice.